# Robert (Auszeichnung)/Bestes Originaldrehbuch
Robert: Bestes Originaldrehbuch
Gewinner des dänischen Filmpreises Robert in der Kategorie Bestes Originaldrehbuch (Årets originalmanuskript). Die Dänische Filmakademie (Danmarks Film Akademi) vergibt seit 1984 alljährlich ihre Auszeichnungen für die besten Filmproduktionen und Filmschaffenden Ende Januar beziehungsweise Anfang Februar auf dem Robert Festival in Kopenhagen.

## Preisträger 1984–1999
| Jahr | Preisträger                        | Originaltitel            | Deutscher Titel                |
| ---- | ---------------------------------- | ------------------------ | ------------------------------ |
| 1984 | Nils Malmros                       | Skønheden og udyret      | Lieber Vater, ich bin sechzehn |
| 1985 | Bille August und Bjarne Reuter     | Tro, håb og kærlighed    | Twist & Shout                  |
| 1986 | Jon Bang Carlsen                   | Ofelia kommer til byen   | nicht bekannt                  |
| 1987 | Helle Ryslinge                     | Flamberede hjerter       | Flambierte Herzen              |
| 1988 | Bille August                       | Pelle Erobreren          | Pelle, der Eroberer            |
| 1989 | Preis nicht vergeben               | Preis nicht vergeben     | Preis nicht vergeben           |
| 1990 | Åke Sandgren und Stig Larsson      | Miraklet i Valby         | Valby – Das Geheimnis im Moor  |
| 1991 | Preis nicht vergeben               | Preis nicht vergeben     | Preis nicht vergeben           |
| 1992 | Marianne Goldman                   | Freud flyttar hemifrån…  | Freud Leaving Home             |
| 1993 | Preis nicht vergeben               | Preis nicht vergeben     | Preis nicht vergeben           |
| 1994 | Bille August                       | The House of the Spirits | Das Geisterhaus                |
| 1995 | Lars von Trier und Niels Vørsel    | Riget                    | Hospital der Geister           |
| 1996 | Carsten Rudolf                     | Menneskedyret            | nicht bekannt                  |
| 1997 | Lars von Trier                     | Breaking the Waves       | Breaking the Waves             |
| 1998 | Nikolaj Scherfig                   | Ørnens øje               | Das Auge des Adlers            |
| 1999 | Thomas Vinterberg und Mogens Rukov | Festen                   | Das Fest                       |

## Preisträger und Nominierungen ab dem Jahr 2000

### 2000er Jahre
2000
Kim Fupz Aakeson – Der einzig Richtige (Den eneste ene)
Anders Thomas Jensen – In China essen sie Hunde (I Kina spiser de hunde)
Anders Thomas Jensen und Søren Kragh-Jacobsen – Mifune – Dogma III (Mifunes sidste sang)
Ole Christian Madsen, Janus Nabil Bakrawi und Lars Andersen – Pizza King
Lotte Svendsen und Elith Nulle Nykjær – Bornholms stemme
Søren Frellesen und Dennis Jürgensen – Liebe beim ersten Schluckauf (Kærlighed ved første hik)
2001
Lone Scherfig – Italienisch für Anfänger (Italiensk for begyndere)
Kim Leona und Per Fly – Die Bank (Bænken)
Anders Thomas Jensen – Blinkende Lichter (Blinkende lygter)
Stefan Fjeldmark und Karsten Kiilerich – Hilfe! Ich bin ein Fisch (Hjælp, jeg er en fisk)
Kim Fupz Aakeson – Miracle – Ein Engel für Dennis P. (Mirakel)
2002
Ole Christian Madsen und Mogens Rukov – Kira (En Kærlighedshistorie)
Anders Thomas Jensen – Grev Axel
2003
Nils Malmros und John Mogensen – At kende sandheden
Kim Fupz Aakeson – Okay
Yüksel Isik – Omfavn mig måne
Anders Thomas Jensen – Gamle mænd i nye biler
Nikolaj Arcel – Kletter-Ida (Klatretøsen)
2004
Lars von Trier – Dogville
Per Fly, Kim Leona, Mogens Rukov und Dorte Warnø Høgh – Das Erbe (Arven)
Anders Thomas Jensen – Dänische Delikatessen (De grønne slagtere)
Kim Leona – Bagland
Bent Haller – Der Junge, der ein Bär sein wollte (Drengen der ville gøre det umulige)
2005
Anders Thomas Jensen – Brothers – Zwischen Brüdern (Brødre)
Simon Staho und Peter Asmussen – Dag och natt
Kim Fupz Aakeson und Annette K. Olesen – In deinen Händen (Forbrydelser)
Kim Fupz Aakeson – Lad de små børn...
Nicolas Winding Refn – Pusher II
2006
Anders Thomas Jensen – Adams Äpfel (Adams æbler)
Per Fly, Kim Leona, Mogens Rukov und Dorte Warnø Høgh – Totschlag – Im Teufelskreis der Gewalt (Drabet)
Åke Sandgren – Fluerne på væggen
Lars von Trier – Manderlay
Dagur Kári und Rune Schjøtt – Dark Horse (Voksne mennesker)
2007
Niels Arden Oplev und Steen Bille – Der Traum (Drømmen)
Lars von Trier – The Boss of It All
Anders Thomas Jensen – Nach der Hochzeit (Efter brylluppet)
Kim Fupz Aakeson – Rene hjerter
Kim Fupz Aakeson und Pernille Fischer Christensen – En Soap
Christoffer Boe und Knud Romer Jørgensen – Offscreen
2008
Bo Hr. Hansen – Kunsten at græde i kor
Mette Heeno und Anders Morgenthaler – Ekko
Peter Asmussen und Simon Staho – Daisy Diamond
Ole Bornedal – Bedingungslos (Kærlighed på film)
Anders Thomas Jensen und Jannik Johansen – Hvid nat
2009
Dunja Gry Jensen und Henrik Ruben Genz – Frygtelig lykkelig
Kristian Levring und Anders Thomas Jensen – Wen du fürchtest (Den du frygter)
Rasmus Heisterberg und Nikolaj Arcel – Rejsen til Saturn
Lars Andersen und Ole Christian Madsen – Tage des Zorns (Flammen og Citronen)
Niels Arden Oplev und Steen Bille – Worlds Apart (To verdener)

### 2010er Jahre
2010
Lars von Trier – Antichrist
Ole Bornedal – Deliver Us From Evil (Fri os fra det onde)
Rumle Hammerich – Headhunter
Nils Malmros und John Mogensen – Himlen falder
Nikolaj Steen – Oldboys
2011
Tobias Lindholm und Michael Noer – R
Tobias Lindholm und Thomas Vinterberg – Submarino
Anders Thomas Jensen – In einer besseren Welt (Hævnen)
Nikolaj Arcel und Rasmus Heisterberg – Die Wahrheit über Männer (Sandheden om mænd)
Nicolas Winding Refn und Roy Jacobsen – Walhalla Rising (Valhalla Rising)
2012
Lars von Trier – Melancholia
Kim Fupz Aakeson und Pernille Fischer Christensen – Eine Familie (En familie)
Anders Frithiof August und Martin P. Zandvliet – Dirch
Morten Kirkskov, Carlos Augusto de Oliveira und Jens Dahl – Rosa Morena
Ole Christian Madsen und Anders Frithiof August – Superclassico … meine Frau will heiraten! (SuperClásico)
2013
Tobias Lindholm – Kapringen
Anders Thomas Jensen – Love Is All You Need (Den skaldede frisør)
Lotte Svendsen, Mette Horn und David Sandreuter – Max pinlig på Roskilde
Marie Østerbye und Christian Torpe – Sover Dolly på ryggen?
Nikolaj Arcel und Rasmus Heisterberg – Die Königin und der Leibarzt (En kongelig affære)
2014
Thomas Vinterberg und Tobias Lindholm – Die Jagd (Jagten)
Nikolaj Arcel – Erbarmen (Kvinden i buret)
Rasmus Heisterberg und Michael Noer – Der Nordwesten (Nordvest)
Nils Malmros und John Mogensen – Sorg og glæde
Simon Pasternak und Christoffer Boe – Spies & Glistrup
2015
Lars von Trier – Nymphomaniac Director’s Cut
Christian Torpe – Silent Heart – Mein Leben gehört mir (Stille hjerte)
Kim Fupz Aakeson und Pernille Fischer Christensen – En du elsker
Mette Heeno – All Inclusive
Rasmus Birch – When Animals Dream (Når dyrene drømmer)
2016
Martin Zandvliet – Unter dem Sand – Das Versprechen der Freiheit (Under sandet)
Anders August und Kasper Barfoed – Sommeren ’92
Anders Thomas Jensen – Men & Chicken (Mænd og høns)
Maren Louise Käehne und May el-Toukhy – Lang historie kort
Tobias Lindholm – Krigen
2017
Søren Sveistrup – Der Tag wird kommen (Der kommer en dag)
Rasmus Heisterberg – Im Blut (I blodet)
Christian Tafdrup – Parents (Forældre)
Ali Abbasi und Maren Louise Käehne – Shelley
Nicolas Winding Refn, Mary Laws, Polly Stenham – The Neon Demon
2018
Christian Tafdrup und Mads Tafdrup – Eine fürchterliche Frau (En frygtelig kvinde)
Fenar Ahmad und Adam August – Darkland (Underverden)
Dunja Gry Jensen – QEDA
Annika Berg – Team Hurricane
Hlynur Pálmason – Vinterbrødre
2019
Gustav Möller und Emil Nygaard Albertsen – The Guilty (Den skyldige)
Jakob Weis – Den tid på året
Ditte Hansen und Louise Mieritz – Ditte & Louise
Johanne Algren und Isabella Eklöf – Holiday – Sonne, Schmerz und Sinnlichkeit (Holiday)
Lars von Trier – The House That Jack Built

### 2020er Jahre
2020
Maren Louise Käehne und May el-Toukhy – Königin (Dronningen)
Ulaa Salim – Sons of Denmark (Danmarks sønner)
Jesper Fink und Michael Noer – Før frosten
Marie Grahtø Sørensen – Psychosia
Frelle Petersen – Onkel